# Ibrahimpur
Ibrahimpur è una suddivisione dell'India, classificata come census town, di 6.653 abitanti, situata nel distretto di Azamgarh, nello stato federato dell'Uttar Pradesh. In base al numero di abitanti la città rientra nella classe V (da 5.000 a 9.999 persone).

## Geografia fisica
La città è situata a 27° 8' 37 N e 79° 54' 7 E e ha un'altitudine di 134 m s.l.m..

## Società

### Evoluzione demografica
Al censimento del 2001 la popolazione di Ibrahimpur assommava a 6.653 persone, delle quali 3.424 maschi e 3.229 femmine. I bambini di età inferiore o uguale ai sei anni assommavano a 1.325, dei quali 685 maschi e 640 femmine. Infine, coloro che erano in grado di saper almeno leggere e scrivere erano 2.409, dei quali 1.490 maschi e 919 femmine.